# North American Aerospace Defense Command

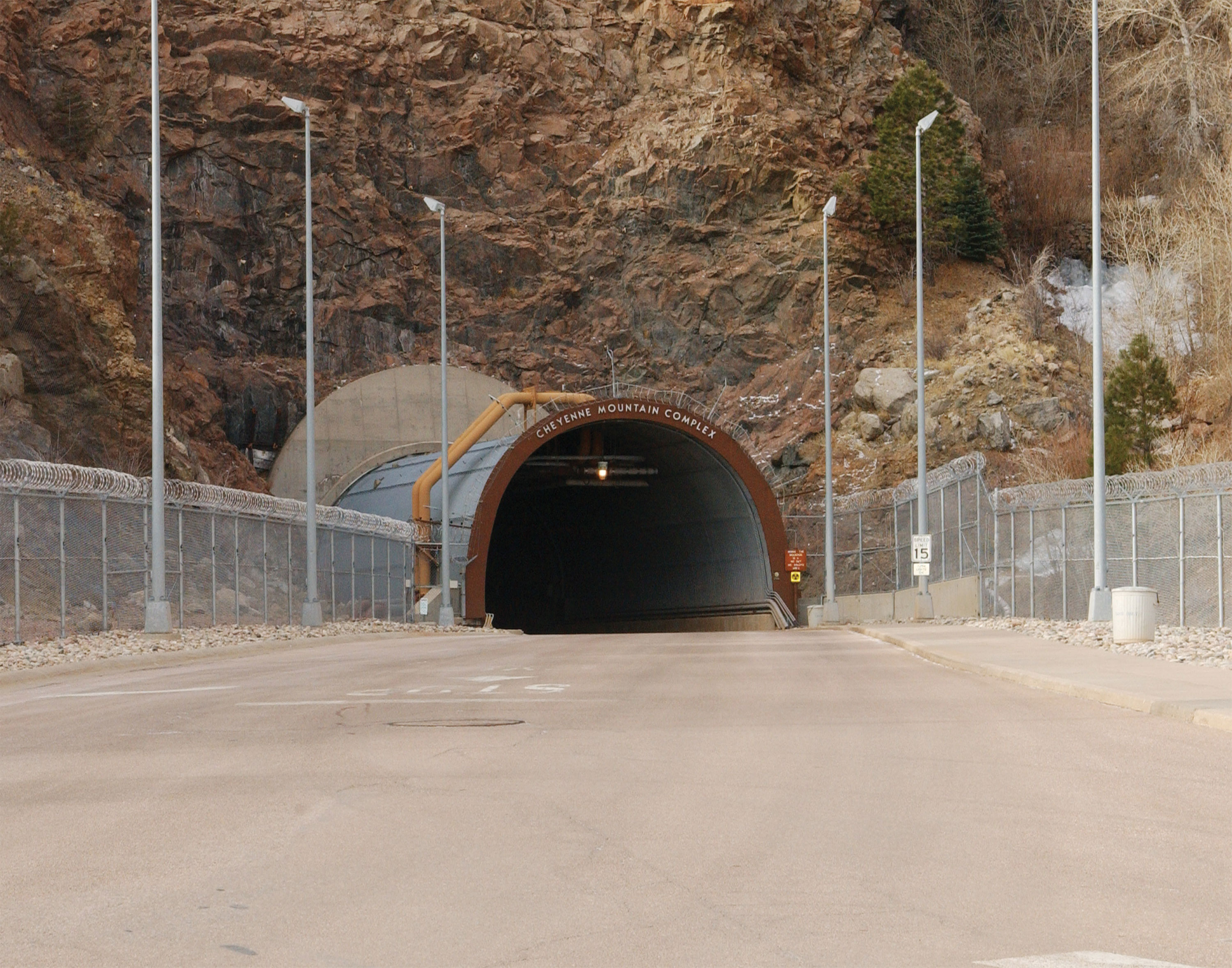
Wjazd do bazy NORAD w górze Cheyenne

North American Aerospace Defense Command (NORAD), (Dowództwo Obrony Północnoamerykańskiej Przestrzeni Powietrznej i Kosmicznej) – jednostka organizacyjna istniejąca od 12 maja 1958, w skład której wchodzą dwa kraje: USA i Kanada. 
W celu ochrony terytorium USA i jego sojuszników przewidywano budowę i modernizację 27 centrów na całym świecie za łączną sumę 8,5 miliarda dolarów.

## Cele i zadania
Celem jednostki jest kontrola przestrzeni powietrznej i kosmicznej nad Ameryką Północną.
Należy do tego:
- wykrywanie, obserwacja i szacowanie stopnia zagrożenia obiektów w przestrzeni kosmicznej,
- wykrywanie i ostrzeganie przed atakiem na Amerykę Północną (atak lotniczy, rakietowy czy z pojazdów umieszczonych na orbicie),
- współpraca i dostarczanie informacji innym szczeblom dowodzenia,
- zapewnienie kontroli i obrony w przestrzeni powietrznej USA i Kanady,

Dodatkowo NORAD zajmuje się śledzeniem samolotów podejrzanych o przemyt narkotyków na teren USA i współpracuje w tej sprawie z innymi agencjami rządowymi.

## Organizacja

### Dowództwo
Dowódca NORAD-u jest wyznaczany przez prezydenta USA i premiera Kanady.
Jego sztab znajduje się w Peterson Air Force Base, a najbliższe centrum kontroli i dowodzenia jest w Cheyenne Mountain Air Station. W górze Cheyenne znajduje się także centrum dowodzenia amerykańskiego globalnego systemu obrony antyrakietowej.
28 lipca 2006 roku kierując się względami logistycznymi jak i z uwagi na ustanie zagrożenia atakiem rakietowym Dowództwo przeniesiono do Peterson Air Force Base. Ośrodek w Cheyenne jest jednak wciąż utrzymywany i w razie takiej konieczności może przyjąć ponownie dowództwo NORAD.

#### Dowódcy
- Donald Kutyna, Siły Powietrzne Stanów Zjednoczonych (1990 – 1992)
- Joseph Ashy, Siły Powietrzne Stanów Zjednoczonych (1994 – sierpień 1996)
- Howell Estes, Siły Powietrzne Stanów Zjednoczonych (sierpień 1996 – 14 sierpnia 1998)
- Richard Myers, Siły Powietrzne Stanów Zjednoczonych (14 sierpnia 1998 – 22 lutego 2000)
- Ralph E. „Ed” Eberhart, Siły Powietrzne Stanów Zjednoczonych (22 lutego 2000 – 5 listopada 2004)
- Timothy Keating, Marynarka Wojenna Stanów Zjednoczonych (5 listopada 2004 – 23 marca 2007)
- Victor E. Renuart Jr., Siły Powietrzne Stanów Zjednoczonych (od 23 marca 2007)

### Jednostki

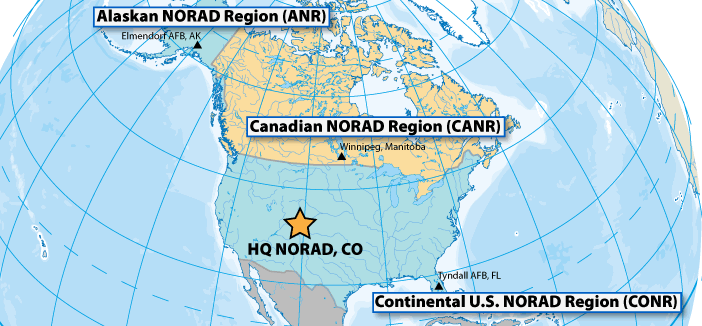
NORAD organisation.

Budowa CMAS rozpoczęła się w maju 1961 roku i trwała do lutego 1966 roku.
Koszty budowy wyniosły 142 miliony dolarów US, co w 1999 roku odpowiadałoby 18 miliardom dolarów US. Od tego czasu centrum jest stale unowocześniane i rozbudowywane.
Znajdują się tam między innymi:
- The Command Center (Centrum Dowodzenia)
- Battle Management Center (Centrum Zarządzania Walką)
- Missile Warning Center (Centrum Ostrzegania Przed Atakiem Rakietowym)
- Space Control Center (Centrum Kontroli Przestrzeni Kosmicznej)
- Combined Intelligence Watch Center (Łączone Centrum Wywiadowcze)
- System Center

W 1999 powinna była zakończyć się modernizacja CMAS nazwana CMU (ang. Cheyenne Mountain Upgrade).
Program ten przewidywał instalacje i testowanie następujących elementów:
- SCIS (ang. Survivable Communications Integration System)
- CSSR (ang. Communications Systems Segment Replacement)
- SPADOC-4
- CCPDS-R (ang. Command Center Processing and Display System Replacement)
- Granite Sentry
- A/MWC (ang. Alternate Missile Warning Center)